# Osbornellus eberhardi
Osbornellus eberhardi (лат.) — вид цикадок рода Osbornellus из подсемейства Deltocephalinae (Cicadellidae). Коста-Рика. Назван в честь William Eberhard за помощь в работе.

## Описание
Мелкие цкадки, длина тела 4,9 — 6,0 мм. Общее строение как у O. trinax, но с поперечной белой полосой, идущей ниже апикальной полосы, окаймленной сзади короткой черной линией в форме перевернутой буквы «V», не доходящей до краёв глаз. Внешне также очень похож на O. anonae, но O. eberhardi имеет эдеагус с вентральной стороны с прямыми вентральными отростками, тогда как у O. anonae они расходятся на вершине. Основная окраска желтовато-коричневая с тёмными отметинами. Усики длинные. Лицо удлинённое, тупо-треугольное. Наличник удлинённо расширенный на вершине; щёки широкие. Вид был впервые описан в 2010 году в ходе ревизии региональной фауны энтомологами Edwin Domínguez (Insect Collection, Smithsonian Tropical Research Institute, Panama City, Панама) и Carolina Godoy (Museo de Zoología, Universidad de Costa Rica, San Pedro de Montes de Oca, Монтес-де-Ока, Коста-Рика).